# Hopton on Sea
Hopton on Sea är en semesterort och civil parish på Englands östkust, belägen i grevskapet Norfolk, åtta km söder om Great Yarmouth. Orten ligger mycket nära Englands östligaste punkt. Invånarantalet är ca 2700. Tidigare hade man järnvägsförbindelser till grannstäderna Great Yarmouth och Lowestoft, men linjen är numera nedlagd.
Orten lever främst på sin turism med fina bad, men är även känd för att ha arrangerat inomhusvärldsmästerskapen i bowls och Premier League-slutspelet i snooker.